# STS-75
STS-75は、アメリカのスペースシャトル計画のミッションである。コロンビアの19回目のミッションとなった。

## 乗組員
- 船長 - アンドリュー・アレン (3)
- 操縦手 - スコット・ホロウィッツ (1)
- ミッションスペシャリスト1 - ジェフリー・ホフマン（英語版） (5)
- ミッションスペシャリスト2 - マウリツオ・ケーリ (1)
- ミッションスペシャリスト3 - クロード・ニコリエ (3)
- ミッションスペシャリスト4 - フランクリン・チャン＝ディアス (1)
- ペイロードスペシャリスト - ウンベルト・グイドーニ（英語版） (1)

## ミッションの目的
STS-75の主目的は、Tethered Satellite System Reflight (TSS-1R)を軌道に運び、テザー推進を実施することであった。併せて材料工学と物性物理学の実験を行うUnited States Microgravity Payload (USMP-3)も運ばれた。

### テザー衛星システム(TSS)の試験

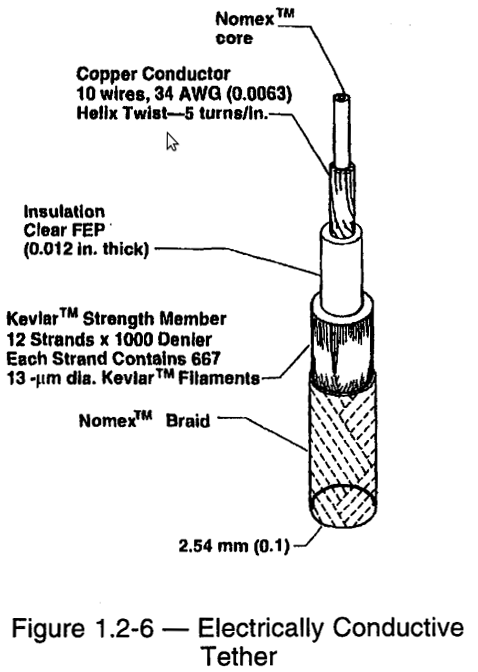
TSS-1R のテザー衛星システムの構成 [NASA].

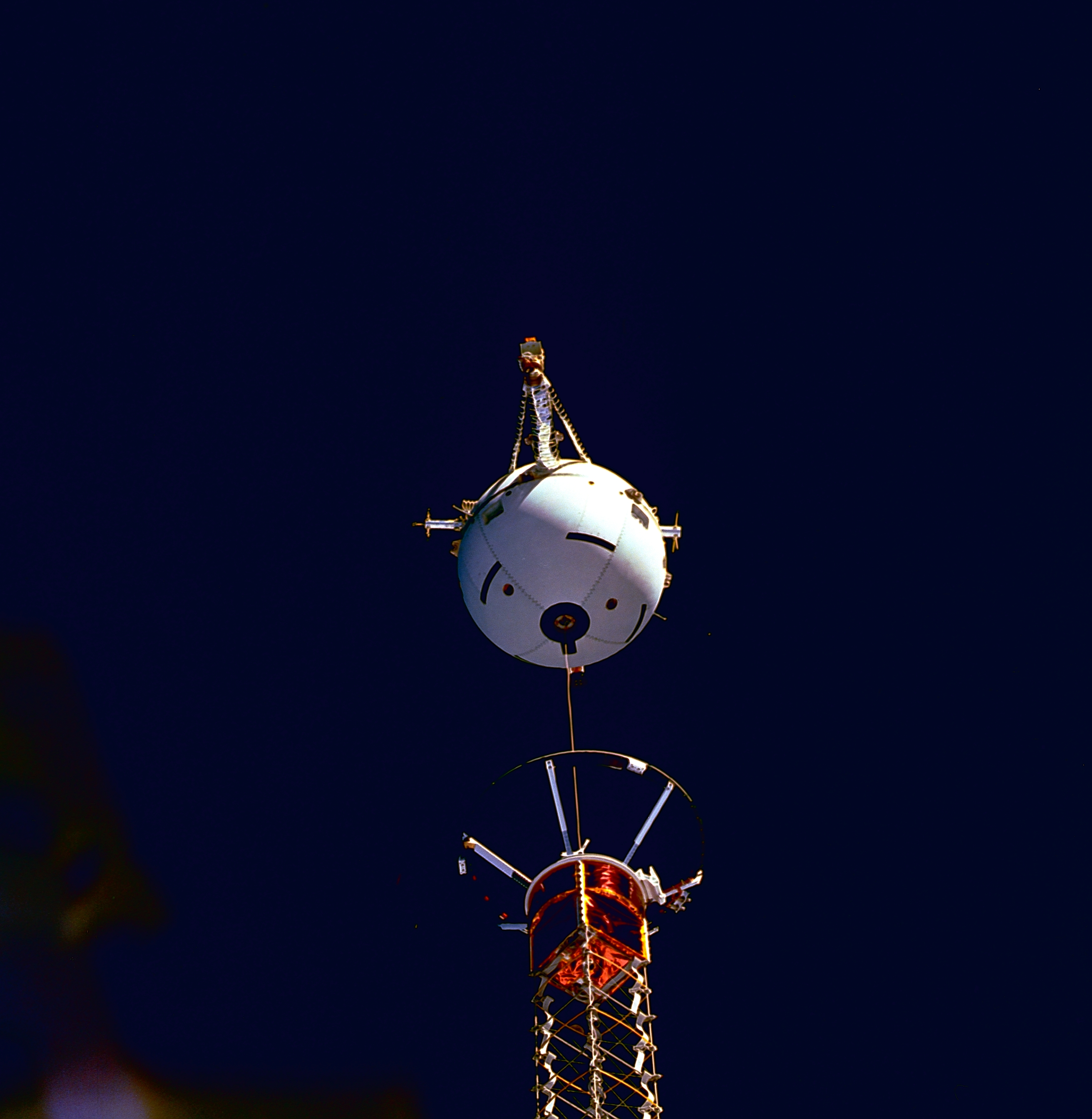
TSSの展開

TSS-1Rは、1992年の7月から8月にSTS-46で宇宙飛行したTSS-1の再飛行であった。TSS-1Rの目的は、テザー衛星システムの試験であり、具体的にはTSSオービタの電流電圧応答の特性の把握、衛星の高圧鞘構造と電流収集過程の特性の把握、電力生産の実証、テザー制御の法則と基本的なテザーの原動力の検証、プラズマシース内の中性ガスの効果の実証、TSSの電波周波数とプラズマ波放出の特性の把握等であった。
TSSは、高度296kmで地球を周回し、電離圏として知られる希薄な荷電粒子の層にテザー推進装置を投入した。
STS-75では、20.7kmのテザーを展開することが期待されていたが、5時間にわたる展開ののち、19kmを超えたところで装置は壊れた。プラズマの放電や、テザーの断裂、何らかの物体の衝突によって多くのデブリが浮遊する様子が観察された
 
。TSS-1Rで用いられたテザーの導体は、ナイロンの芯の周りを銅線で編んで包んだもの(Nomexと呼ばれる)、テフロン様の被覆材で包まれ、更にケブラーで包まれていたが、後にテザー断裂の犯人は、製造中に大気圧下で多くの空気の泡を閉じ込めた多孔質材料でできた最も内側のナイロンのコアであることが判明した

。
その後の真空下の実験では、テザーが巻かれたリールからテザーが引っ張られるにつれ、絶縁体に微小な孔が露出したことが示唆された。通常では、テザー周囲の電離層は希薄なため、テザーを通る電流は漏れず大きな問題ではないが、断熱材に閉じ込められた空気が発泡し、テザーの高電圧（約 3500 ボルト）によって比較的高密度のプラズマに変化した結果(蛍光管の点火と同様に)、テザーはずっと電気を通しやすくなり、プラズマはシャトルの金属に分岐し、そこから電離層へ向かう閉回路が完成し電流が流れた。その電流はケーブルを溶かすのに十分だった。
TSS-1Rミッションに使われた衛星は実験後数週間軌道にとどまり、地表から容易に見ることができた。

#### TSS-1Rで実施された実験の一覧
- TSS Deployer Core Equipment and Satellite Core Equipment (DCORE/SCORE)
- Research on Orbital Plasma Electrodynamics (ROPE)
- Research on Electrodynamic Tether Effects (RETE)
- Magnetic Field Experiment for TSS Missions (TEMAG)
- Shuttle Electrodynamic Tether System (SETS)
- Shuttle Potential and Return Electron Experiment (SPREE)
- Tether Optical Phenomena Experiment (TOP)
- Investigation of Electromagnetic Emissions by the Electrodynamic Tether (EMET)
- Observations at the Earth's Surface of Electromagnetic Emissions by TSS (OESSE)
- Investigation and Measurement of Dynamic Noise in the TSS (IMDN)
- Theoretical and Experimental Investigation of TSS Dynamics (TEID)
- Theory and Modeling in Support of Tethered Satellite Applications (TMST)

### その他の目的
USMP-3のペイロードには、2つのMission Peculiar Experiment Support Structures (MPESS)に搭載された4つの主要な実験とシャトルの3つのミッドデッキでの実験があった。

#### USMP-3で実施された実験の一覧
- Advanced Automated Directional Solidification Furnace (AADSF)
- Material pour l'Etude des Phenomenes Interessant la Solidification sur Terre et en Orbite (MEPHISTO)
- Space Acceleration Measurement System (SAMS)
- Orbital Acceleration Research Experiment (OARE)
- Critical Fluid Light Scattering Experiment (ZENO)
- Isothermal Dendritic Growth Experiment (IDGE)

## エピソード

### Linuxカーネルの導入
STS-75では、Linuxカーネルがベースの運用システムが軌道上で初めて用いられた。DEC Alphaに由来するより古いTru64 UNIXのプログラムは、Linuxのラップトップで実行するように移された。Linuxの次の利用は、1年後のSTS-83であった。

### UFOとの遭遇
STS-75から撮影されたビデオの抜粋がUFOのファンの間で広く広まっている。彼らは、ここに映るものが説明不能な超常現象だと信じている。STS-75の乗組員は、この「UFO」を、焦点が合っていないスペースデブリの小さな粒子だと同定している。宇宙ジャーナリストのJames Obergは、この映像の分析について詳細に書いている。

### 偽文書12-571-3570
インターネット上で流布された偽文書「文書12-571-3570」は、STS-75において微小重力下で「効果的」な性交体位を決定するため実験が行われたとするものである。この偽文書が初めて登場したのは1989年とされ、STS-75が実際に行われるよりも早い。矛盾点が多々あるものの騙される者は後を絶たず、NASAはたびたび都市伝説であると説明している。2000年には天文学者で科学ライターのピエール・コーラーがこの文書を本物だと信じて著書で紹介した。